# Daniel Vincent
 (septembre 2019).
Si vous disposez d'ouvrages ou d'articles de référence ou si vous connaissez des sites web de qualité traitant du thème abordé ici, merci de compléter l'article en donnant les références utiles à sa vérifiabilité et en les liant à la section « Notes et références ».
Charles Augustin Daniel Vincent, dit Daniel-Vincent, né le 31 mars 1874 à Bettrechies (Nord) et mort le 3 mai 1946 à Paris, est un homme politique français.

## Biographie

### Jeunesse et études
Ancien élève de l'école normale supérieure de Saint-Cloud, puis de l'université de Lille et de la Sorbonne.
Poursuivant ses études parallèlement à ses fonctions d'enseignant, il est reçu docteur ès lettres en 1909, à la faculté de Lille.

### Parcours professionnel
Daniel-Vincent débute dans l'enseignement comme professeur à l'École normale de Douai en 1901 et devient ensuite, en 1904, professeur à celle de Paris. 
À partir de 1910, il commença une brillante carrière dans la politique, qui l'amena à être plusieurs fois ministre mais aussi député et sénateur du Nord, président du Conseil général du Nord et maire de le Quesnoy.
Il vote, le 10 juillet 1940, en faveur de la remise des pleins pouvoirs au maréchal Pétain.
Retiré de la vie politique, il meurt à Paris le 3 mai 1946 à l'âge de 72 ans,. Il est inhumé au columbarium du cimetière du Père-Lachaise (division 87, 4176), et non dans le caveau familial au cimetière de Le Quesnoy.

## Distinctions
- Croix de guerre 1914–1918
- Grand-croix de l'ordre de la Couronne (Belgique)

- Croix de guerre (Belgique)

## Source
- « Daniel Vincent », dans le Dictionnaire des parlementaires français (1889-1940), sous la direction de Jean Jolly, PUF, 1960 [détail de l’édition]